# Castello di Pescremona
Il castello di Pescremona era una fortificazione, situata nelle vicinanze di Castelcanafurone, frazione del comune italiano di Ferriere, in provincia di Piacenza. Il castello si trovava su di un rilievo chiamato della Gratra, sul versante destro della val d'Aveto.

## Storia
La presenza del castello è citata per la prima volta nel 1217, quando subì l'occupazione da parte di milizie provenienti da Calenzano e guidate da Montanaro Grassi e Obizzo Balbi, le quali si opponevano al marchese Oberto II Pallavicino. Dopo essere stato riconquistato dal Pallavicino, il castello entrò a far parte, dopo circa 10 anni, delle proprietà della famiglia Balbi che, a loro volta, lo cedettero al comune di Piacenza.
Nel 1267 fu conquistato da Alberto Fontana, mentre due anni più tardi fu tra i castelli occupati dal ghibellino Ubertino Landi che, proveniente dal castello di Bardi, si era mosso verso il Piacentino prendendo diverse fortificazioni tenute dalla fazione guelfa. Nel 1271 l'edificio fu riconquistato da Gerardo da Macerata e Ubertino da Noceto, alla testa di una milizia assoldata dalla famiglia Balbi; il controllo del complesso tornò quindi al comune di Piacenza.
Pescremona fu ancora posta sotto assedio nel 1282, ad opera dei Granelli-Lusardi, e nel 1321, da parte di Leonardo Arcelli, Francesco Scotti e Bardello Fulgosi. Nel Cinquecento, la località è citata all'interno degli estimi come parte della Magnifica Comunità di val Nure e svolgeva il ruolo di centro amministrativo della zona.
Il castello crollò intorno al XVI secolo.

## Struttura
Del complesso castrense rimangono solo alcune tracce delle murature perimetrali; parte delle pietre che componevano l'edificio furono riutilizzate per la costruzione della chiesa consacrata a santa Maria, nel cui abside sono venuti alla luce affreschi datati 1512 e realizzati dal pittore Lazzaro Cucherla, originario di Vigolo in Val Nure.